# Matan
Matan (Hebreeuws: מתן, letterlijk ´Gift´) is een Israëlisch dorp behorend tot de regionale raad van Drom HaSjaron in district Centrum. In 2016 had Matan 3.554 inwoners.
Het dorp ligt in de streek Sjfela en wordt omringd door de stad Jaljulia, de kibboets Chorsjiem, de mosjavs Jarchiv en Neve Jamin, alsook de dorpen Nirit en Sdei Chemed. Ten noorden en oosten van Matan liggen de Palestijnse gebieden, waarvan het dorp wordt afgescheiden middels de Israëlische Westoeverbarrière. Aan de Palestijnse zijde van de barrière liggen de steden Qalqiliya en Habla, alsmede het dorp Ras Atiya.

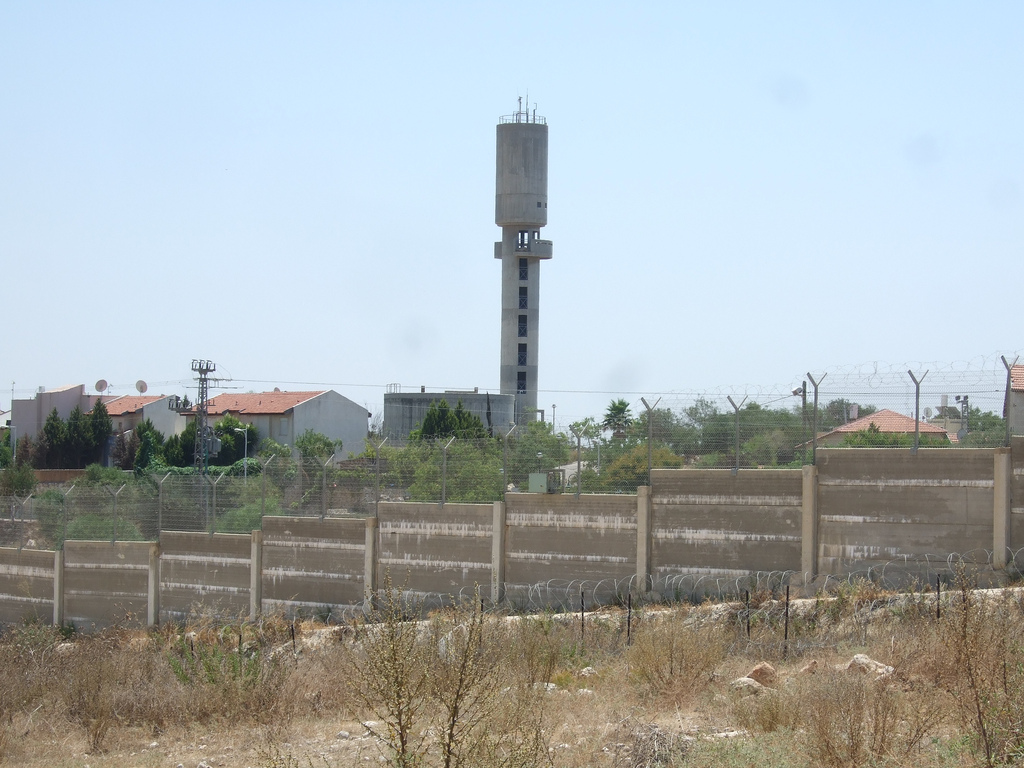
Matan gezien vanaf het dorp Habla op de Westelijke Jordaanoever

## Geschiedenis
Oorspronkelijk lag op deze locatie een Arabisch dorp dat werd ontvolkt en verwoest tijdens de Arabisch-Israëlische Oorlog van 1948. Het huidige dorp Matan werd gesticht in 1995, vrijwel direct tegen de Groene Lijn. De naam Matan is afgeleid van Spreuken 18:16, dat luidt: "De gift van een mens maakt ruimte voor hem, en leidt hem in de tegenwoordigheid van groten."

## Economie en transport
De economie van Matan is vooral gericht op intensieve landbouw en fruitteelt.
Ten westen van het dorp loopt Snelweg 6 (de Yitzhak Rabin Highway), hoewel Matan daarop geen rechtstreekse aansluiting heeft. Weg 5233 loopt vanaf Matan zuidwaarts en vormt de belangrijkste ontsluiting naar de rest van Israël.